# Pittosporum leroyanum
Espèce
Statut de conservation UICN

 CR (Possibly Extinct) D : 
En danger critique
Pittosporum leroyanum est une espèce de plante à fleurs de la famille des Pittosporaceae endémique de Nouvelle-Calédonie.

## Répartition
Elle n'a été observée que sur l'île des Pins en Nouvelle-Calédonie.